# Rue de l'Abbé-Migne
Rue de l'Abbé-Migne je slepá ulice v Paříži v historické čtvrti Marais. Nachází se ve 4. obvodu.

## Poloha
Ulice vede od křižovatky s Rue des Francs-Bourgeois.

## Historie
Po roce 1800 byla proražena Rue des Guillemites mezi Rue des Blancs-Manteaux a Rue du Paradis (dnešní Rue des Francs-Bourgeois). V roce 1868 k ní byla připojena Rue des Singes mezi Rue des Blancs-Manteaux a Rue Sainte-Croix-de-la-Bretonnerie.
Vyhláška ze 6. května 1952 zrušila část Rue des Guillemites mezi ulicemi Rue des Blancs-Manteaux a Rue des Francs-Bourgeois. Tato část této ulice však byla znovu otevřena v roce 1955.
V roce 1978 byla přejmenována na Rue de l'Abbé-Migne na počest kněze a vydavatele Jacquese Paula Migne (1800–1875).

## Zajímavé objekty
- dům č. 1: boční vstup do kostela Notre-Dame-des-Blancs-Manteaux
- Přes ulici je vstup na Square Charles-Victor-Langlois